# Egid Quirin Asam
Egid Quirin Asam (Tegernsee, 1 september 1692 (doop)  - Mannheim, 29 april 1750) was een Duitse kunstschilder, sierstucwerker en beeldhouwer van de late barok. Hij wordt door kunsthistorici beschouwd als één van de belangrijkste zuid-Duitse barokstucwerkers.

## Leven en werk
Na zijn scholing door zijn vader, de schilder Hans Georg Asam, werd zijn eerste zelfstandige opdracht de bouw van de benedictijner abdijkerk van Rohr in 1717. Egid Quirin werkte hoofdzakelijk samen met zijn broer, de schilder Cosmas Damian. Zo realiseerden de beide broers in 1723-1724 in amper anderhalf jaar tijd de fresco's en het stucwerk in de dom van Freising.
Nadat Egid Quirin Asam zich in München vestigde, verwierf hij tussen 1729 en 1733 meerdere stukken grond naast zijn woning. Daar bouwde hij vanaf 1733 samen met zijn broer Cosmas Damian de Sint-Johannes Nepomukkerk, die als één der belangrijkste bouwwerken van de Zuid-Duitse barok geldt.
Over de persoonlijkheid van Egid Quirin is weinig bekend. In tegenstelling tot zijn broer Cosmas Damian was hij niet getrouwd en de belangrijkste personen om hem heen waren zijn broer en naast familieleden. Als bouwmeester, beeldhouwer, stukadoor en schilder was hij echter de meest veelzijdige kunstenaar van de familie. 
Na het overlijden zijn broer Cosmas Damian in 1739 lijkt Egid Quirin zodanig aangeslagen, dat er van hem geen kunstwerken uit de volgende zeven jaar bekend zijn. In 1745 maakt Egid Quirin zijn testament op en laat daarin opnemen dat hij reeds getroffen was door een beroerte en voor een herhaling vreesde. Vanaf 1747 begint hij echter weer te werken aan een prachtig hoogaltaar voor de toenmalige Hofmarkkerk van Sandizell. 
In 1749 begint hij met de laatste opdracht. Voor de grote Jezuïetenkerk van Alessandro Galli di Bibiena mag Egid Quirin het stucwerk en de fresco's vervaardigen. Na 56 weken te hebben gewerkt aan de fresco's van de Mannheimer Jezuïetenkerk en zijn werk bijna af was stierf Egid Quirin plotseling op 58-jarige leeftijd. 
Tijdens de bombardementen op Mannheim in de Tweede Wereldoorlog gingen alle kunstwerken van hem al vroeg verloren.

## Galerij

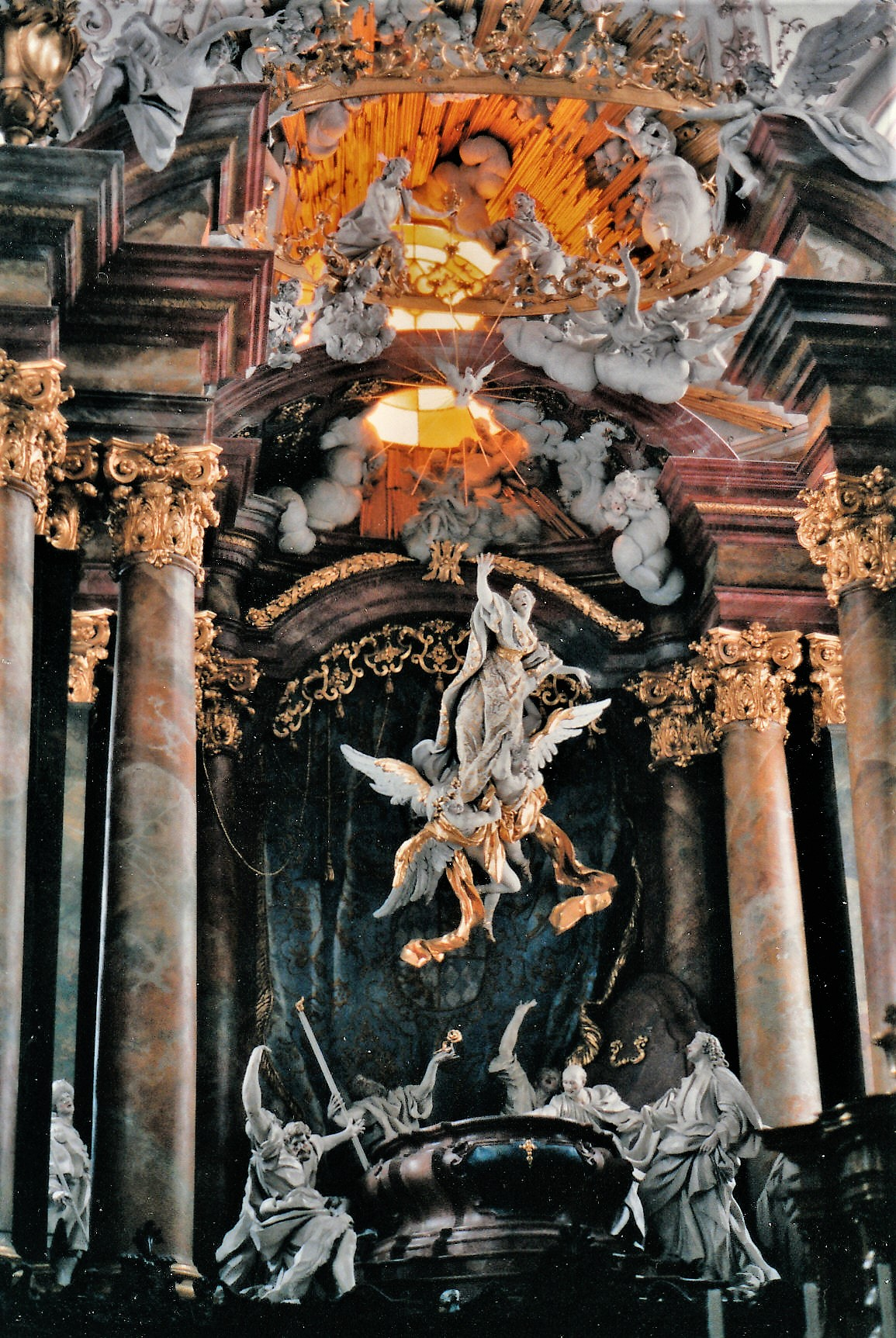
Hoogaltaar abdijkerk van Rohr.
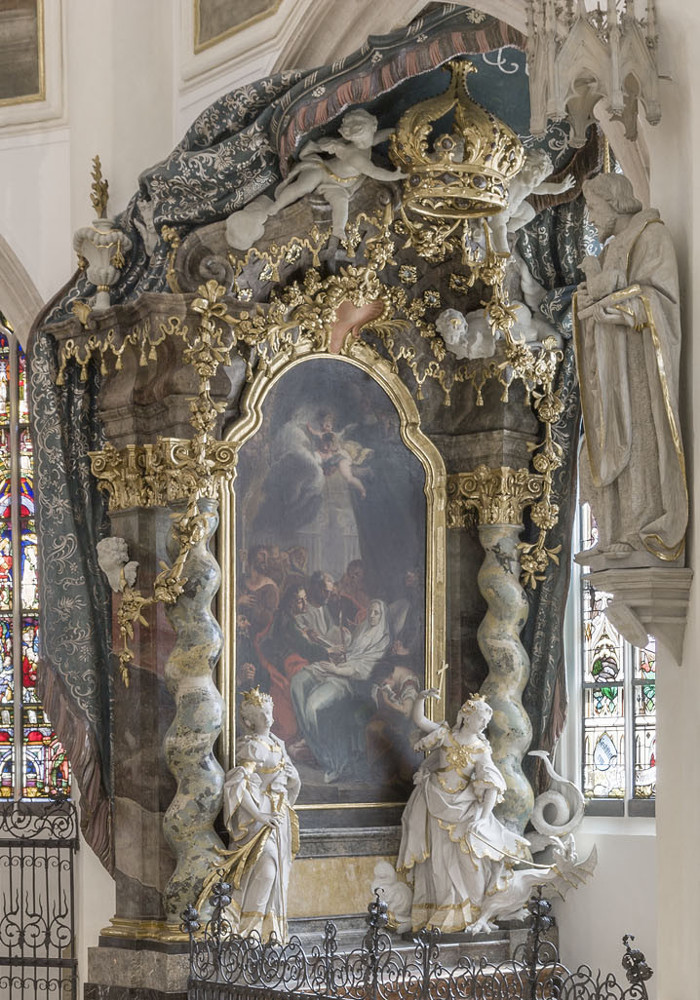
Altaar in Straubing
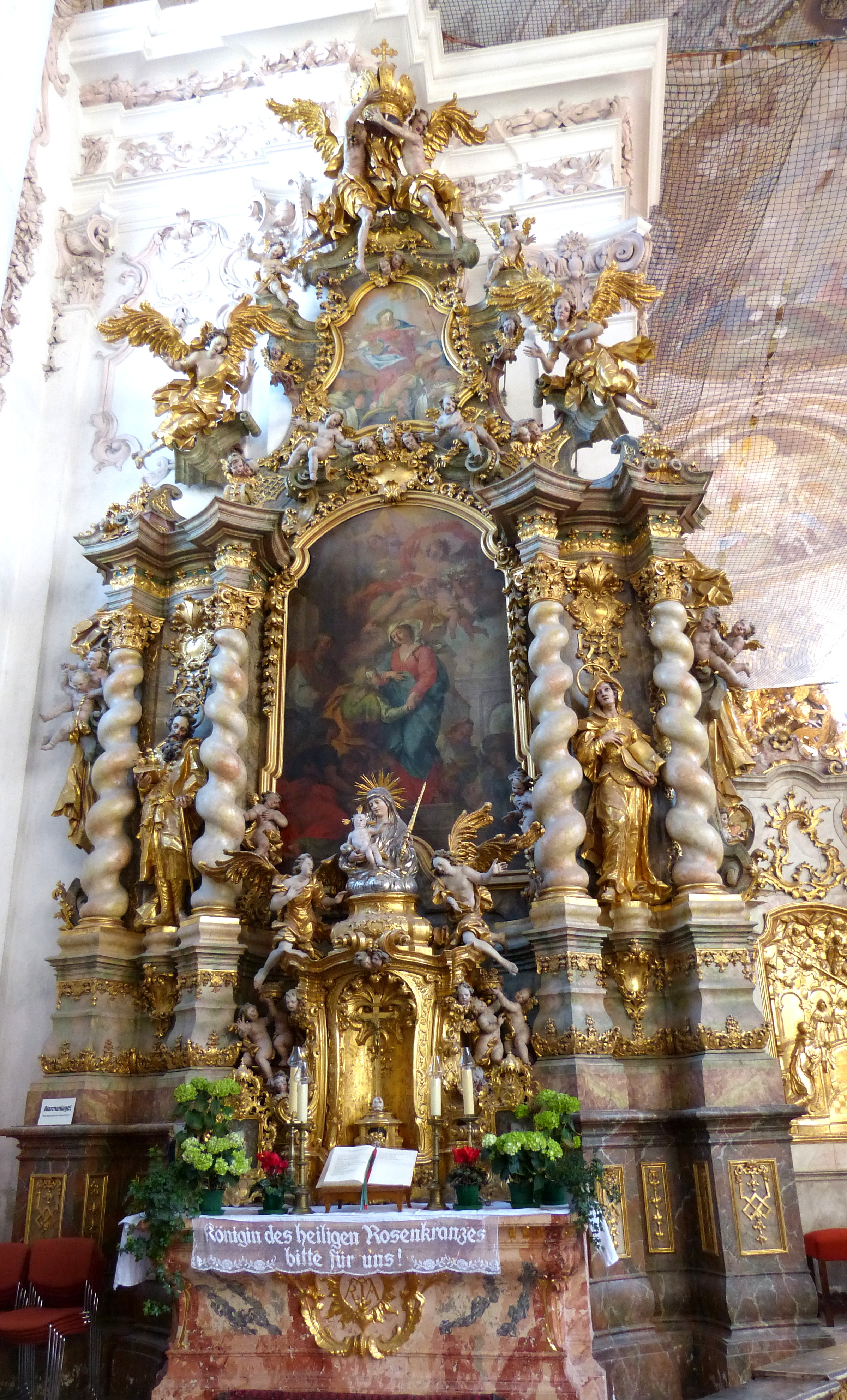
Zijaltaar, Abdijkerk Aldersbach toegewijd aan Maria
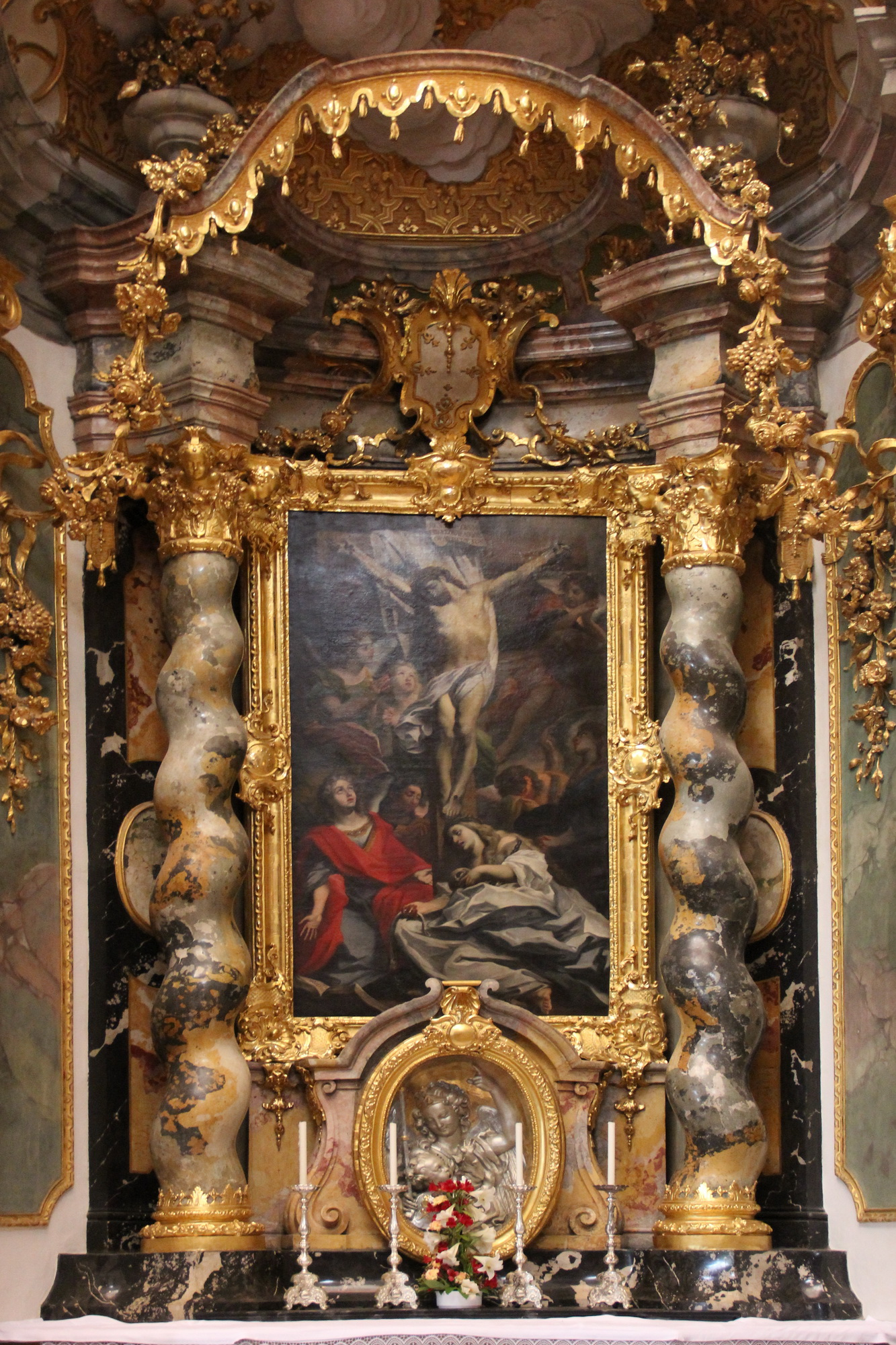
Zijaltaar, abdijkerk van Weltenburg
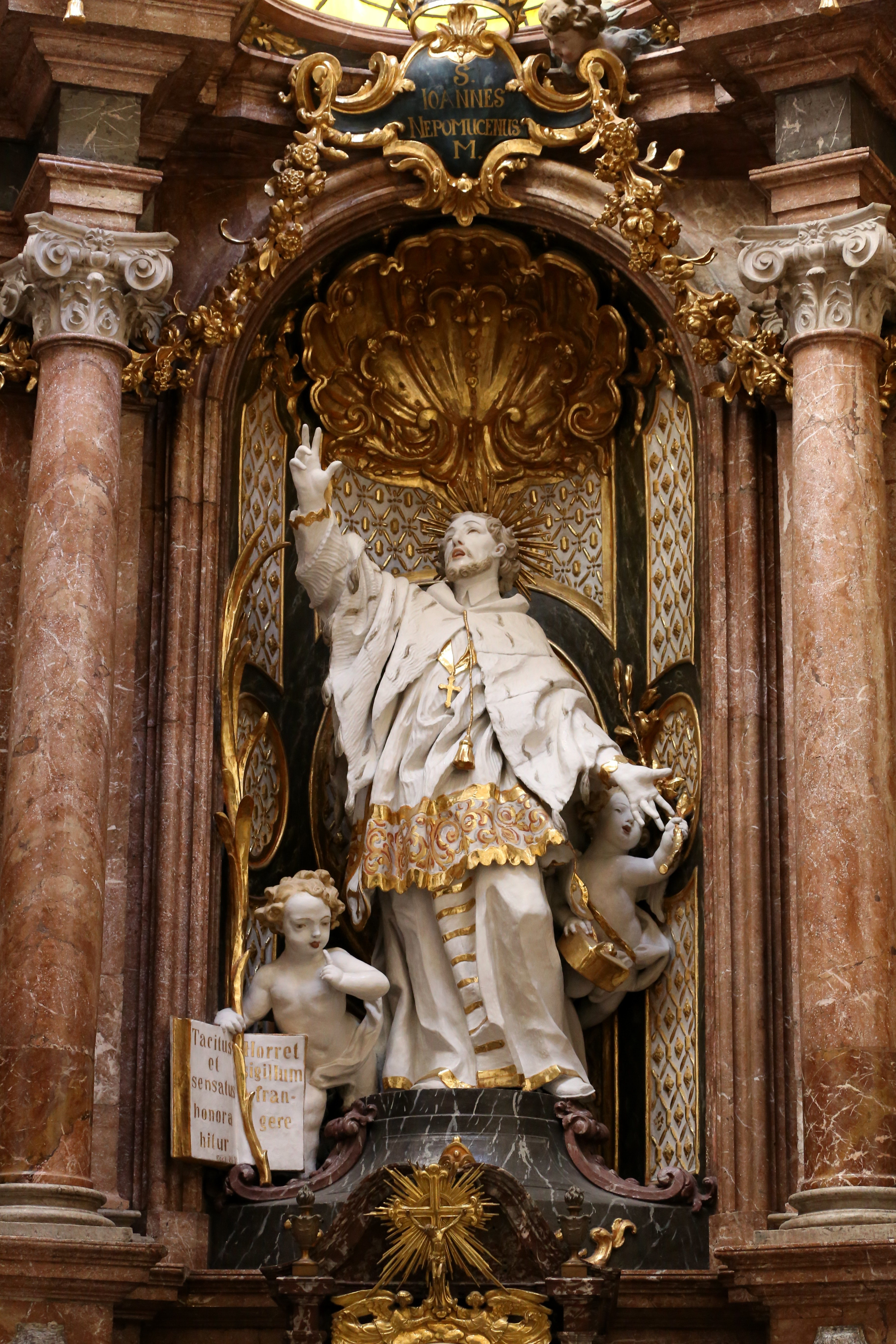
Freising
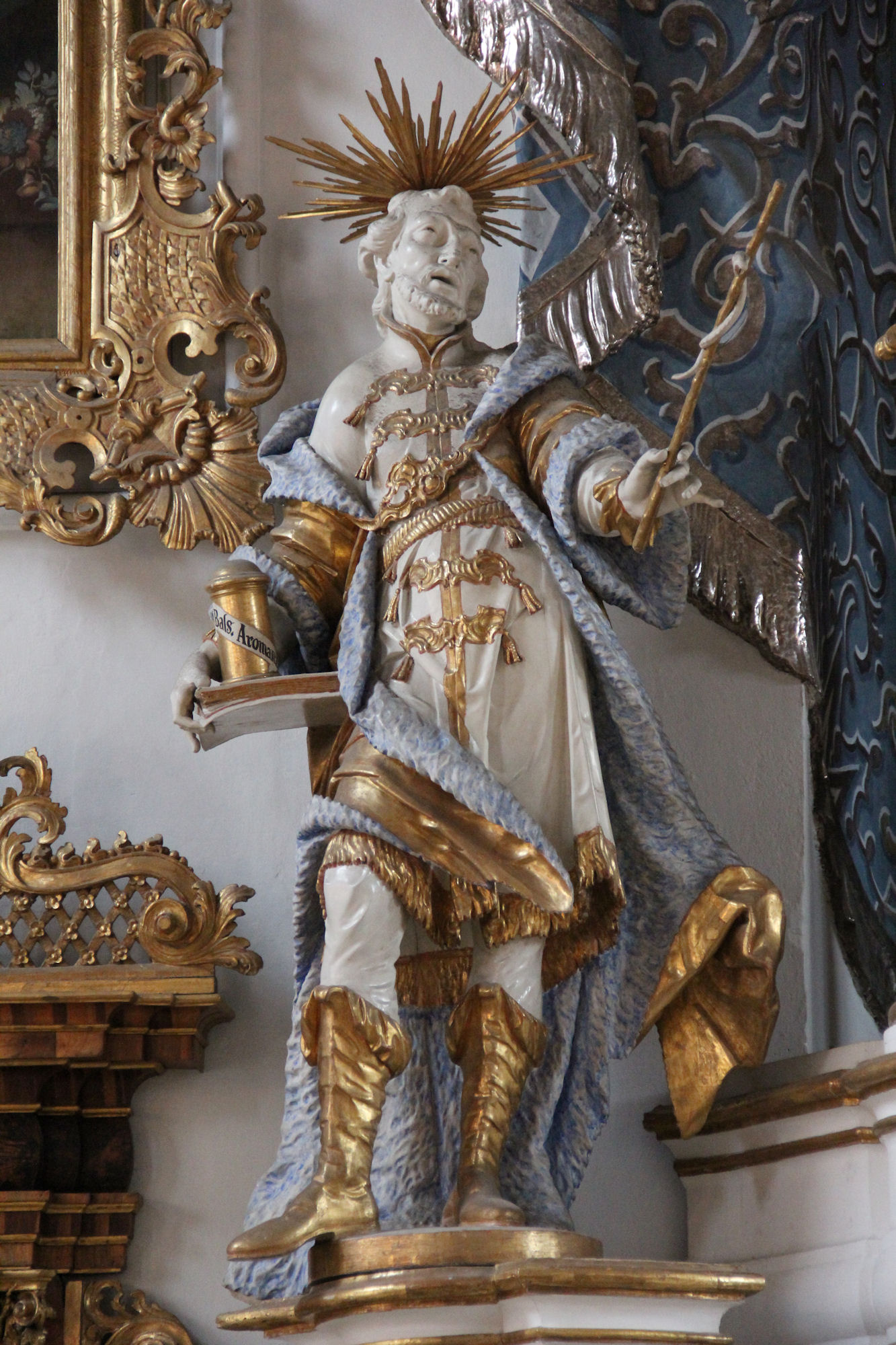
Ingolstadt

## Werk
- Onze-Lieve-Vrouw ten Hemelopnemingkerk (Aldersbach)
- Maria- en Corbinianusdom (Freising)
- Asamkerk (München)